# Firma (film)
Firma (ang. The Firm) – amerykański dreszczowiec z 1993 roku w reżyserii Sydneya Pollacka. Scenariusz powstał na podstawie powieści pod tym samym tytułem autorstwa Johna Grishama.

## Opis fabuły
Młody, ambitny i uzdolniony absolwent prawa na Harvardzie, Mitch McDeere (Tom Cruise) otrzymuje ofertę pracy na wspaniałych warunkach z kancelarii prawniczej "Bendini Lambert i Locke". Przenosi się wraz z żoną Abby (Jeanne Tripplehorn) z Bostonu do Memphis. Na Kajmanach giną w niewyjaśnionych okolicznościach dwaj pracownicy firmy. Od agenta FBI Wayne'a Tarrance'a (Ed Harris), który nawiązał z nim kontakt, Mitch dowiaduje się, że kancelaria straciła w ostatnim czasie czterech pracowników, i prawdopodobnie prowadzi interesy mafii z Chicago, chociaż nie ma na to dowodów. Kiedy Mitch i Avery Tolar wyjeżdżają służbowo na Kajmany, McDeere odkrywa akta spółki, która była przykrywką dla interesów mafijnej rodziny Morolto. Nad tymi materiałami (których pozbyto się prawdopodobnie z Memphis) pracowali dwaj prawnicy "Bendini Lambert i Locke", zanim zginęli w wypadku. Po powrocie do Memphis, Mitch zleca zbadanie tych akt prywatnemu detektywowi nieświadomie podpisując na niego wyrok śmierci.

## Obsada
- Tom Cruise – Mitch McDeere
- Jeanne Tripplehorn – Abby McDeere
- Gene Hackman – Avery Tolar
- Ed Harris – Wayne Tarrance
- Hal Holbrook – Oliver Lambert
- Terry Kinney – Lamar Quinn
- Holly Hunter – Tammy Hamphill
- Wilford Brimley – William Devasher
- David Strathairn – Ray McDeere
- Gary Busey – Eddie Lomax
- Steven Hill – F. Denton Voyles

## Nagrody i nominacje
Oscary za rok 1993
- Najlepsza aktorka drugoplanowa – Holly Hunter (nominacja)
- Najlepsza muzyka – Dave Grusin (nominacja)

Nagrody BAFTA 1993
- Najlepsza aktorka drugoplanowa – Holly Hunter (nominacja)

## Zdjęcia
Zdjęcia do filmu realizowane były na Kajmanach, a także na terenie amerykańskich stanów Massachusetts (Boston), Tennessee (Memphis), Waszyngton i Arkansas oraz w mieście Waszyngton.